# Компанеевская поселковая община
Компанеевская поселковая община (укр. Компаніївська селищна громада) — территориальная община в Кропивницком районе Кировоградской области Украины.
Административный центр — посёлок Компанеевка.
Население составляет 12290 человек. Площадь — 967,46 км².
Община создана 29 октября 2017 года на территории Компанеевского района Кировоградской области (упразднён в 2020 году)..

## Населённые пункты
В состав общины входят 1 посёлок и 50 сёл:
- Посёлок Компанеевка
  - Громадское
  - Живановка
  - Лужок
- Водянский старостинский округ:
  - Виноградовка
  - Водяное
  - Ромашки
  - Травневое
- Голубиевицкий старостинский округ:
  - Антоновка
  - Голубиевичи
  - Покровка
  - Софиевка
- Губовский старостинский округ:
  - Губовка
  - Сасовка
- Лозоватский старостинский округ:
  - Волошки
  - Дружба
  - Лозоватка
- Марьевский старостинский округ:
  - Зелёное
  - Марьевка
  - Терновая Балка
- Нечаевский старостинский округ:
  - Гармановка
  - Золотницкое
  - Криничеватое
  - Нечаевка
  - Обертасово
  - Семёновка
  - Трудолюбовка
- Полтавский старостинский округ:
  - Вербовое
  - Долиновка
  - Полтавка
- Терновский старостинский округ:
  - Вишнёвка
  - Владимировка
  - Гордиевка
  - Инженеровка
  - Наглядовка
  - Павловка
  - Петровка
  - Терновое
- Червоновершковский старостинский округ:
  - Братерское
  - Раздолье
  - Червоновершка
- Червонослободской старостинский округ:
  - Березнеговатое
  - Богодаровка
  - Бузовая
  - Грозное
  - Конево
  - Коротяк
  - Кременчеватое
  - Малоконево
  - Морквина
  - Червоная Слобода